# Batalha do Rio Sit
A batalha do Rio Sit, ocorrida em meio à Invasão Mongol da Rússia no dia 4 de março de 1238, foi travada na parte norte do atual Oblaste de Jaroslávia entre as hordas mongóis de Batu Cã e os russos sob a liderança de Jorge II de Vladimir-Susdália. Após os mongóis capturarem sua capital em Vladimir, Jorge fugiu pelo Volga até Jaroslávia, aonde ele reuniu um exército. Suas forças foram completamente destruídas e junto com seu sobrinho, o príncipe Usevolodo de Jaroslávia, faleceu. A batalha do Rio Sit marcou o fim da resistência russa unificada aos mongóis até Dmitri Donskoy, inaugurando dois séculos e meio de domínio mongol sobre a Rússia.